# Logos (cristianismo)

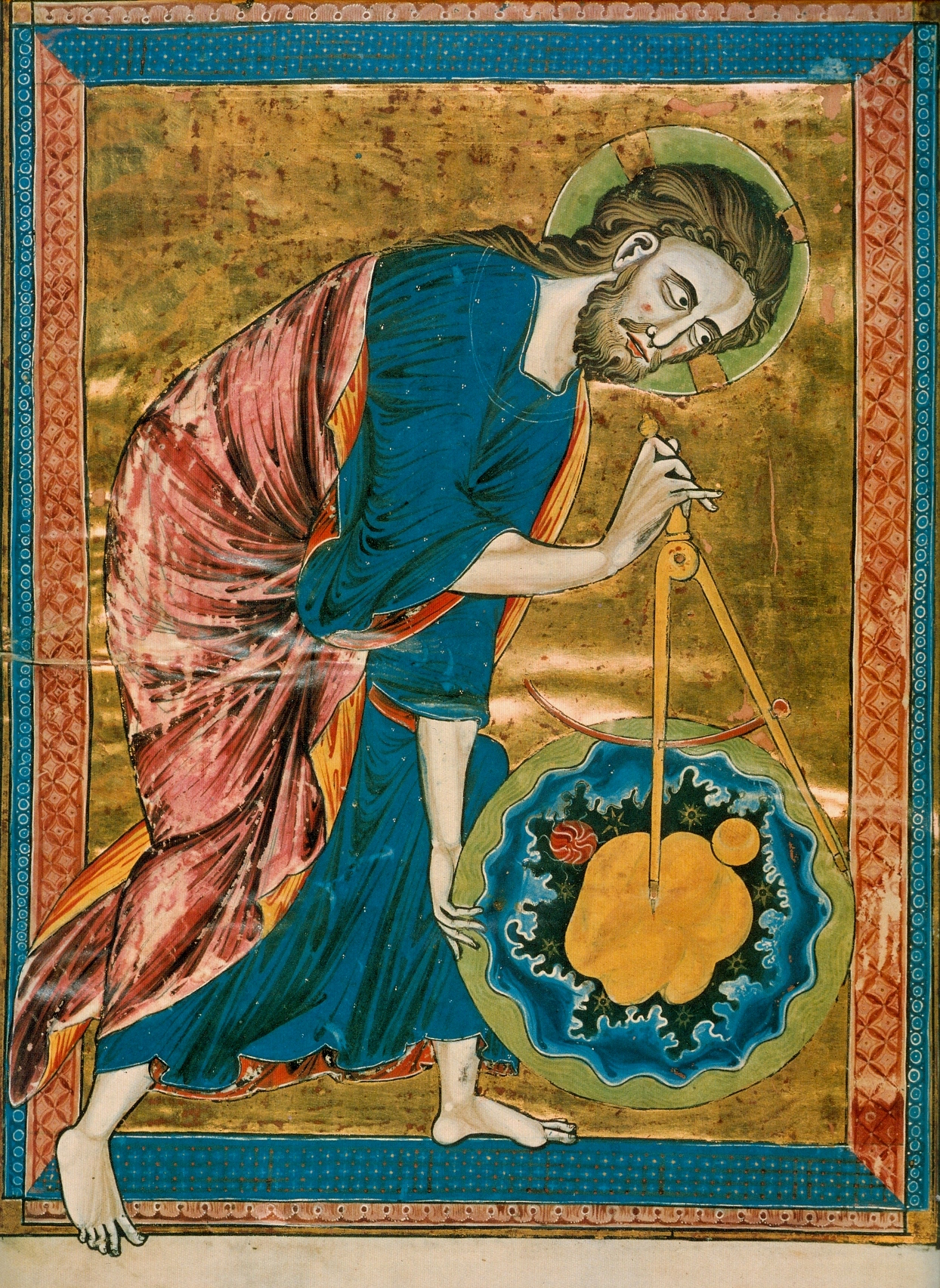
Dios el Geómetra representa el acto de creación del mundo. Francia,

En cristología, Logos (en griego: Λόγος; literalmente «Palabra», «Verbo», «Discurso» o «Razón») es un nombre dado a la segunda persona (Dios Hijo) de la Santísima Trinidad, que tiene su origen en el prólogo al Evangelio según san Juan. El título y el desarrollo de la doctrina del Logos han sido determinantes para establecer la divinidad de Jesús de Nazaret en el cristianismo.
Corresponde decir que la palabra griega logos (desde Filón de Alejandría) puede ser la traducción de las palabras aramea ha memra, Memrah (el discurso, la palabra meditada) o el hebreo ha davar (la palabra), aunque logos (en griego) y Verbum (en latín) casi siempre son la traducción de la palabra aramea memrah.
La concepción deriva del prólogo del Evangelio según san Juan en cuyo primer versículo se dice:
| Traducción      | Juan 1:1 |
| --------------- | --- |
| Griego koiné    | Ἐν ἀρχῇ ἦν ὁ Λόγος, καὶ ὁ Λόγος ἦν πρὸς τὸν Θεόν, καὶ Θεὸς ἦν ὁ Λόγος.                                                              |
| Transliteración | En arkhé [o arjé] en ho logos kai ho logos en pros ton theon kai theos en ho logos.                                                 |
| Vulgata Latina  | In principio erat Verbum et Verbum erat apud Deum et Deus erat Verbum.                                                              |
| Español literal | En [el] principio (origen) era la palabra (Verbo), y la palabra (Verbo) estaba con (lit. hacia) Dios y Dios era la palabra (Verbo). |

Verbum (o Logos o Palabra), con frecuencia, en tratados teológicos, se traduce por "Verbo".  
Y el Verbo (Logos) Divino "se hizo carne y habitó entre nosotros" (Juan 1:14). Es decir, el Hijo de Dios, la segunda persona de la Santísima Trinidad es el Verbo, la Palabra Eterna de Dios entre nosotros. En otros términos, Jesús es el Verbo de Dios quien es Dios y representa a Dios ante los creyentes y a los creyentes ante Dios.
Los apologetas griegos subrayaban el papel de Cristo, el Verbo, en la creación, afirmando que la materia no es eterna, sino "creada" de la nada (Teófilo de Alejandría) por el Verbo (Jn 1, 3). 
Para Ireneo, Dios, mediante su Verbo, que es su Hijo, Dios mismo, se revela y manifiesta a todos aquellos a quienes él decidió: lo conocen aquellos a quienes el Hijo se lo quiera revelar. Este Hijo siempre existe con el Padre, y desde el principio revela al Padre, a los Ángeles, Arcángeles, Potestades, Poderes, y a todos aquellos a quienes Dios quiere revelarse.